# Fourilles
Fourilles é uma comuna francesa na região administrativa de Auvérnia-Ródano-Alpes, no departamento Allier. Estende-se por uma área de 6,93 km². Em 2010 a comuna tinha 199 habitantes (densidade: 28,7 hab./km²).